# Kombinat Bauelemente und Faserbaustoffe

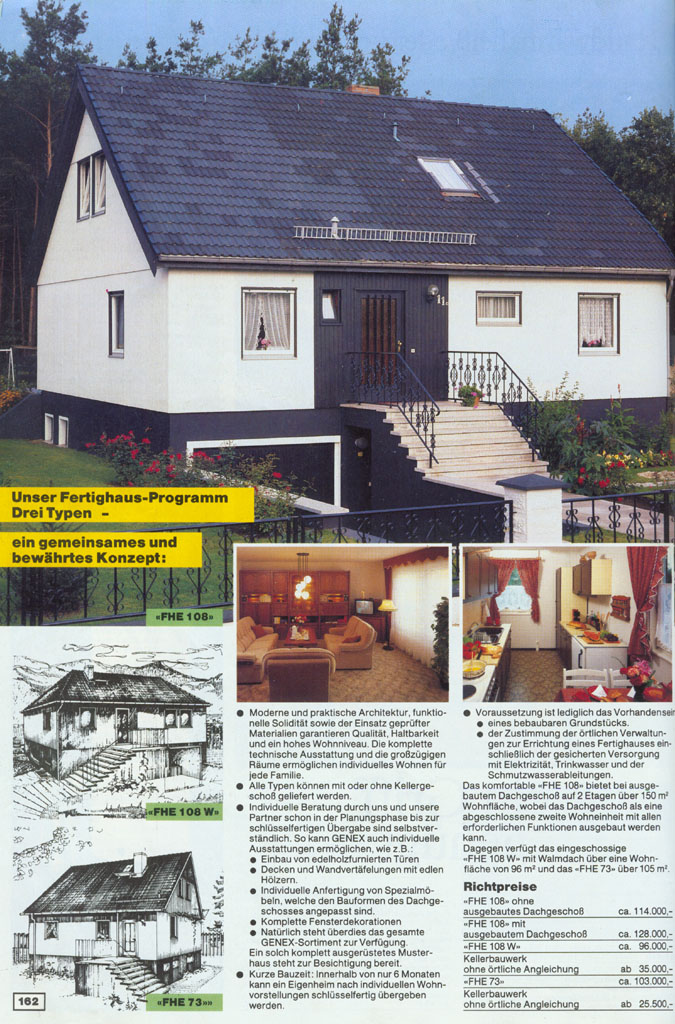
Fertighaus des Kombinats im Genex-Katalog

Der VEB Kombinat Bauelemente und Faserbaustoffe Leipzig (BAUFA) war ein Kombinat in der Deutschen Demokratischen Republik.
Die Betriebe des Kombinats produzierten Dachpappen, Isolierstoffe, Schlösser und Beschläge, Holzbauelemente und Faserzement. Über die Kombinatsbetriebe VEB Bauelementewerk Stralsund und VEB Fertighausbau Neuruppin war das Kombinat ein Hersteller von Fertighäusern.
Unter dem Handelsnamen „baufanit“ wurden in den Betrieben in Magdeburg und Porschendorf Asbestzement-Werkstoffe hergestellt. Rund 85 % des in der DDR verarbeiteten Asbests wurde in Asbestzement-Produkten wie beispielsweise Wellasbest oder Fassadenverkleidungen gebunden. Weiterhin wurden unter dem Namen „baufatherm“ Leichtbauplatten mit einem Asbestanteil von bis zu 47 % Masseanteil vertrieben.
Das Kombinat unterstand dem Ministerium für Bauwesen. Weitere zentral geleitete Kombinate im Zuständigkeitsbereich dieses Ministeriums sind in der Liste von Kombinaten der DDR aufgeführt.
Im Zuge der Wende und der anschließenden Wiedervereinigung wurde das Kombinat 1990 aufgelöst und seine Betriebe wurden privatisiert.

## Zugehörige Betriebe
Zum Kombinat gehörten zuletzt die folgenden Betriebe: 
- VEB Holz- und Leichtmetallbauelemente Leipzig; (Stammbetrieb)
- VEB Asbestzementwerke „Otto Grotewohl“ Magdeburg
- VEB Asbestzementwerk Porschendorf
- VEB Baubeschlagfabrik Elsterwerda
- VEB Bauelementewerk Erfurt
- VEB Bauelementewerk Schwerin
- VEB Bauelementewerk Stralsund
- VEB Dachpappen- und Isolierstoffwerk Coswig
- VEB Dachpappenwerk Staßfurt
- VEB Fertighausbau Neuruppin
- VEB Holzbau Neubrandenburg
- VEB Isoliererzeugnisse Großröhrsdorf
- VEB Sächsische Schloßfabrik Pegau
- VEB Schloßsicherungen Gera
- VEB Zylinderschlösser Potsdam